# تریستن اوهاین هیوز
تریستن اوهاین هیوز (به انگلیسی: Trystan Owain Hughes؛ زادهٔ ۱۹۷۲) الهی‌دان مسیحی، تاریخ‌نگار و پدیدآور اهل ولز است.
او مدرک کارشناسی ارشد الهیات را از دانشگاه آکسفورد و دکترا را از دانشگاه بانگور، ولز دریافت کرد. او روحانی در دانشگاه کاردیف و رئیس الهیات در کالج دانشگاه ترینیتی، کارمارتن، ولز بود. او در حال حاضر جانشین کلیسای مسیح، روث پارک در کاردیف است و همچنین به عنوان مدیر مطالعات الهیات در موسسه سنت پادارن کار می کند.
او به طور منظم در رادیو بی بی سی 2 مکث برای اندیشه و برنامه های رادیو بی بی سی سیمرو و بی بی سی رادیو ولز همکاری می کند. او یکی از اعضای هیئت حاکمه کلیسای ولز است و در کمیسیون الهیاتی که به صندلی اسقف ولز کمک می کند، می نشیند. او در دانشگاه کاردیف و کالج الهیات سنت مایکل در لانداف در الهیات سخنرانی می کند.